# Forestiera rhamnifolia
Forestiera rhamnifolia är en syrenväxtart som beskrevs av August Heinrich Rudolf Grisebach. Forestiera rhamnifolia ingår i släktet Forestiera och familjen syrenväxter. Inga underarter finns listade i Catalogue of Life.